# Trichotomie (mathématiques)
Cet article concerne le principe mathématique. Pour les autres significations du terme, voir Trichotomie.
En  mathématiques, le principe de la trichotomie indique que tout nombre réel est soit strictement positif, soit strictement négatif, soit nul. Autrement dit, pour tous {\displaystyle x,y} réels, seulement l'une des relations suivantes tient : {\displaystyle x<y}, {\displaystyle x=y}, ou {\displaystyle x>y}.
En notation mathématique, ceci est noté :
{\displaystyle \forall x\in \mathbb {R} \,\forall y\in \mathbb {R} \,((x<y\,\land \,\lnot (y<x)\,\land \,\lnot (x=y)\,)\lor \,(\lnot (x<y)\,\land \,y<x\,\land \,\lnot (x=y)\,)\lor \,(\lnot (x<y)\,\land \,\lnot (y<x)\,\land \,x=y\,\,))\,.}
En supposant que la relation d'ordre est irréflexive et transitive, cela peut être simplifié comme suit :
{\displaystyle \forall x\in \mathbb {R} \,\forall y\in \mathbb {R} \,((x<y)\,\lor \,(y<x)\,\lor \,(x=y))\,.}

En logique classique, l'axiome de la trichotomie tient à la comparaison ordinaire entre les nombres réels, et donc aussi pour les comparaisons entre entiers et entre nombres rationnels. Le principe ne tient en général pas en logique intuitionniste.
Dans la théorie des ensembles de Zermelo-Fraenkel et de Bernays, le principe de la trichotomie tient entre les nombres cardinaux des ensembles bien ordonnés même sans l'axiome du choix. Si l'axiome du choix est retenu, la trichotomie se maintient entre des nombres cardinaux arbitraires (car ils sont tous bien ordonnés dans ce cas).
Plus généralement, une relation binaire R sur un ensemble X est trichotomique si pour tout x et y dans X, exactement une des relations xRy, yRx ou x = y tient. Si une telle relation est aussi transitive, c'est un ordre strict total ; c'est un cas particulier d'un ordre strict faible. Par exemple, dans le cas de l'ensemble de trois éléments {a, b, c}, la relation R donnée par aRb, aRc, bRc est un ordre total strict.
Une relation trichotomique ne peut pas être réflexive, car xRx doit être faux. Si une relation trichotomique est transitive, elle est trivialement antisymétrique et aussi asymétrique, puisque xRy et yRx ne peuvent être toutes deux vraies.